# Andrei Teteriouk
Andrei Teteriouk (né le 20 septembre 1967 à Almaty) est un ancien coureur cycliste kazakh et soviétique des années 1990-2000, actuellement directeur sportif de l'équipe Seven Rivers.

## Biographie
Comme tous les coureurs des Républiques de l'ancienne Union soviétique, de sa génération, c'est avec les couleurs de l'équipe d'URSS qu'il commence à se mettre en évidence. Il participe notamment au Tour de l'Avenir et à la Course de la Paix.

## Palmarès et résultats

### Palmarès amateurs
- 1987
  - 6e étape du Tour de Cuba
  - 5e étape du Tour de Colombie
- 1988
  -  Champion d'URSS de courses par étapes (Tour de l'URSS)
  -  Champion d'URSS du contre-la-montre
  - 4e étape du Tour de Cuba (contre-la-montre par équipes)
- 1989
  - 11ea étape du Tour de Cuba (contre-la-montre)
  - Classement général du Baby Giro
  - 1re étape du Tour de Slovaquie
  - 7e de la Course de la Paix[1]
- 1990
  - 3e du Regio-Tour
- 1991
  - Duo normand (avec Viatcheslav Djavanian)

### Palmarès professionnel
- 1992
  - Milan-Vignola
  - 4e étape du Tour de Grande-Bretagne
- 1993
  - 8e étape de la Semaine cycliste lombarde
- 1994
  - 3e du Trofeo dello Scalatore
- 1995
  - 9e du Tour de Suisse
- 1996
  - Tour du Frioul
  - 4e étape du Tour de Suisse
- 1997
  - 7e étape du Critérium du Dauphiné libéré
  - 4e du Tour de Romandie
  - 5e du Critérium du Dauphiné libéré
- 1998
  - 3e du Critérium du Dauphiné libéré
- 1999
  -  Champion du Kazakhstan sur route
  - 2e étape de la Semaine cycliste lombarde
  - 2e du Tour de Galice
  - 3e du Critérium international
- 2000
  - Tour de Galice :
    - Classement général
    - 2e étape

  - 3e du championnat du Kazakhstan sur route
  - 6e du contre-la-montre des Jeux olympiques
  - 9e du championnat du monde du contre-la-montre
- 2001
  - 3e étape du Grand Prix du Midi libre (contre-la-montre)
- 2002
  -  Médaillé d'or du contre-la-montre aux Jeux asiatiques de Pusan
  - 4e étape du Gran Premio Mosqueteiros-Rota do Marquês (contre-la-montre)
  - 2e étape de la Semaine cycliste lombarde
  - 3e de la Clásica de Alcobendas

### Résultats sur les grands tours

#### Tour de France
2 participations
- 1997 : non-partant (12e étape)
- 1998 : 20e

#### Tour d'Italie
5 participations
- 1993 : 83e
- 1994 : 78e
- 1995 : 24e
- 1996 : 13e
- 1999 : 22e

#### Tour d'Espagne
5 participations
- 1992 : abandon (8e étape)
- 1993 : 104e
- 1998 : abandon (4e étape)
- 1999 : 50e
- 2000 : 43e